# Tistelsläktet

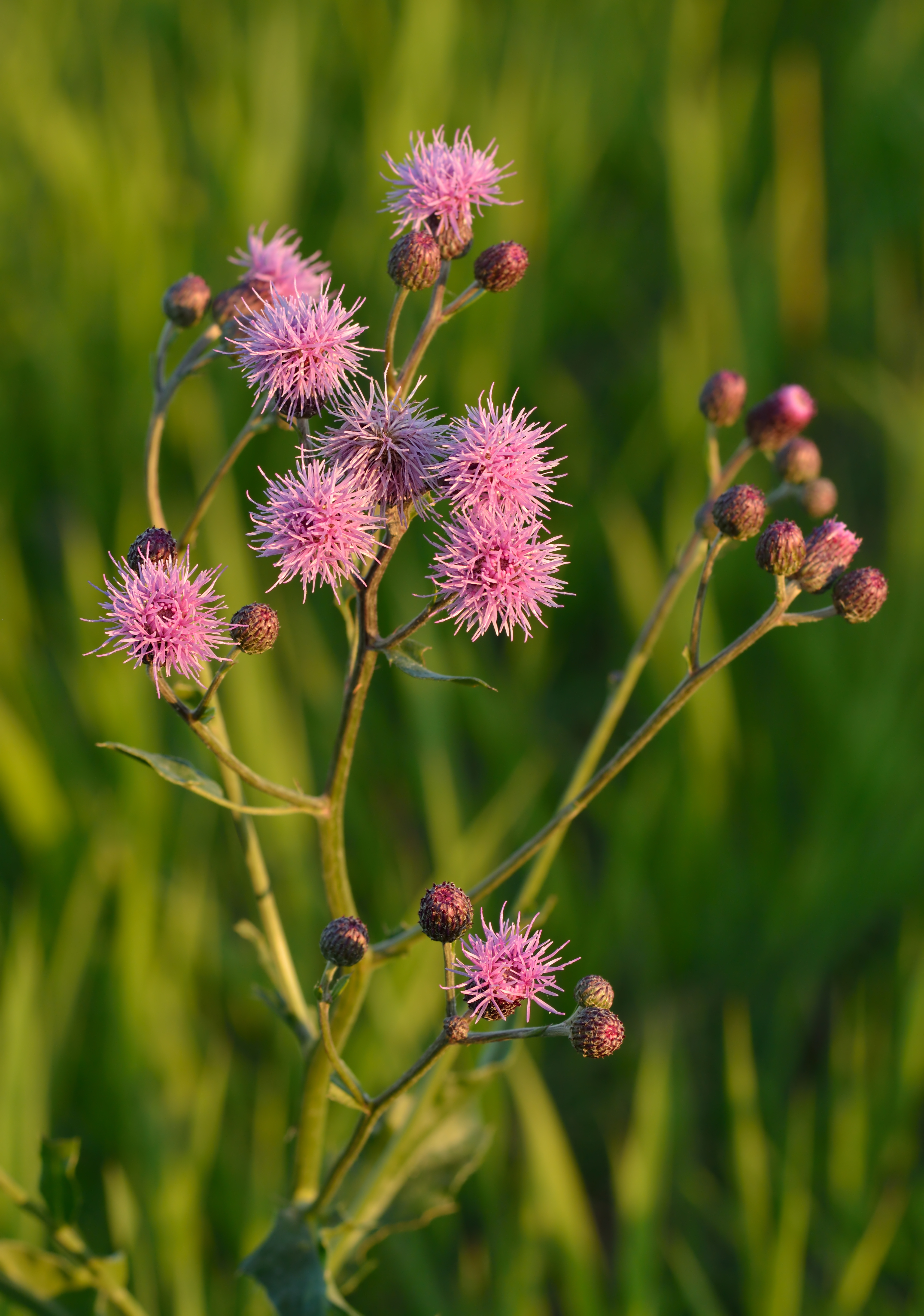
Cirsium arvense

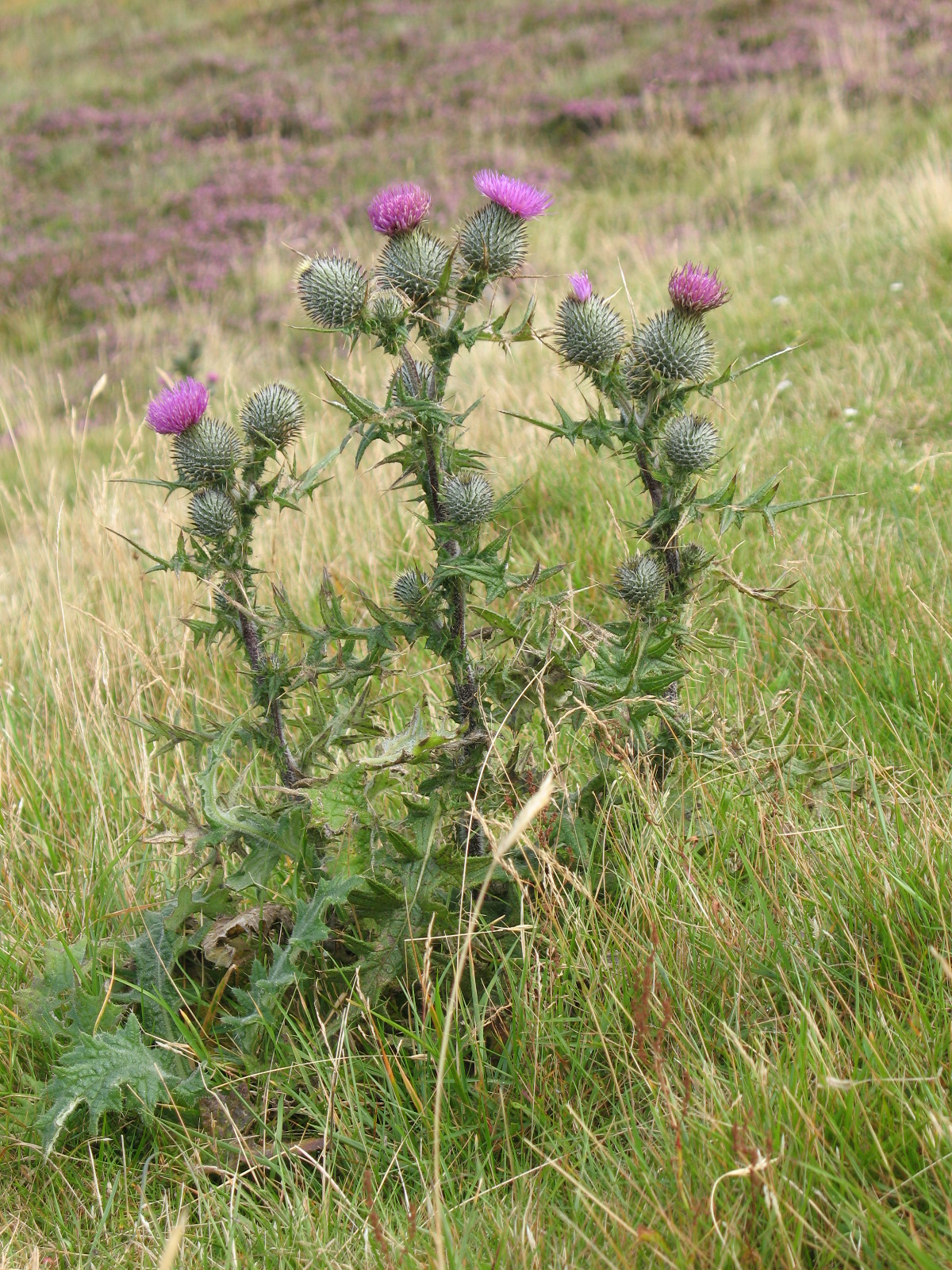
Vägtistel i Skottland, 2007. Tisteln är Skottlands nationalblomma

Tistelsläktet (Cirsium) är ett växtsläkte som ingår i familjen korgblommiga växter. Tistelsläktets arter är två- eller fleråriga med rak stjälk, blommorna kan vara både en- och tvåkönade. Kännetecknas av skyddande taggar på blad, stam och blomma.
Tisteln är Skottlands nationalblomma, och används i många skotska symboler och logotyper. En legend berättar att en viking en natt steg på en tistel och skrek av smärta, och därmed larmade skottarna. Den franska stadens Nancy har en tistel i sitt vapen.

## Tistelsläktets arter i Sverige
Exempel på i Sverige vilt växande tistlar:
| Svenska namn | Alternativa svenska namn                                    | Vetenskapligt namn       | Äldre synonym        |
| ------------ | ----------------------------------------------------------- | ------------------------ | -------------------- |
|              |                                                             |                          |                      |
| Bantistel    |                                                             | Cirsium canum            |                      |
| Brudborste   |                                                             | Cirsium helenioides      |                      |
| Bäcktistel   |                                                             | Cirsium rivulare         |                      |
| Jordtistel   |                                                             | Cirsium acaule           |                      |
| Kåltistel    |                                                             | Cirsium oleraceum        |                      |
| Kärrtistel   | Madtistel, matistel (i Götaland)                            | Cirsium palustre         | Carduus palustris    |
| Nicktistel   |                                                             | Carduus nutans           |                      |
| Vägtistel    |                                                             | Cirsium vulgare          |                      |
| Åkertistel   | Gul tistel, hundtistel gårtistel (i Uppland, Södermanland ) | Cirsium arvense (L) Scop | Carduus arvensis (L) |

Sveriges vanligaste tistel är vägtisteln (Cirsium vulgare) som finns i hela Sverige, dock mindre vanlig i norra delarna där den mest håller sig till betesmarker. Vägtisteln har en lila blomma som växer från något som liknar en taggig boll (se bild).
I Bohuslän kallas fågeln sjöorre (Melanitta nigra) för tistel. Fornsvenska namn på tistlar är þistil och þizil.

## Namn
Andra släkten med den svenska benämningen tistel eller innehållande arter kallade tistlar är:
- Bolltistelsläktet (Echinops), i södra Europa, Nordafrika och Centralasien.
- Mariatistelsläktet (Silybum), i södra Europa.
- Piggtistelsläktet (Carduus), i Afrika och Europa.
- Spåtistelsläktet (Carlina), från Europa till Centralasien
- Tistelsläktet (Cirsium), i Eurasien och norra Afrika.
- Klinttistlar (Galactites), delar av Palearktis.
- Ulltistelsläktet (Onopordum), vildväxande i Eurasien.
- Elfenbenstistlar (Ptilostemon), stora delar av Palearktis.
- Skrifttistlar (Tyrimnus), Sydeuropa, Nordafrika och norra Afrika.

Historiskt innan 1894 har även flera växter i molkesläktet kallats tistlar.

## Bildgalleri

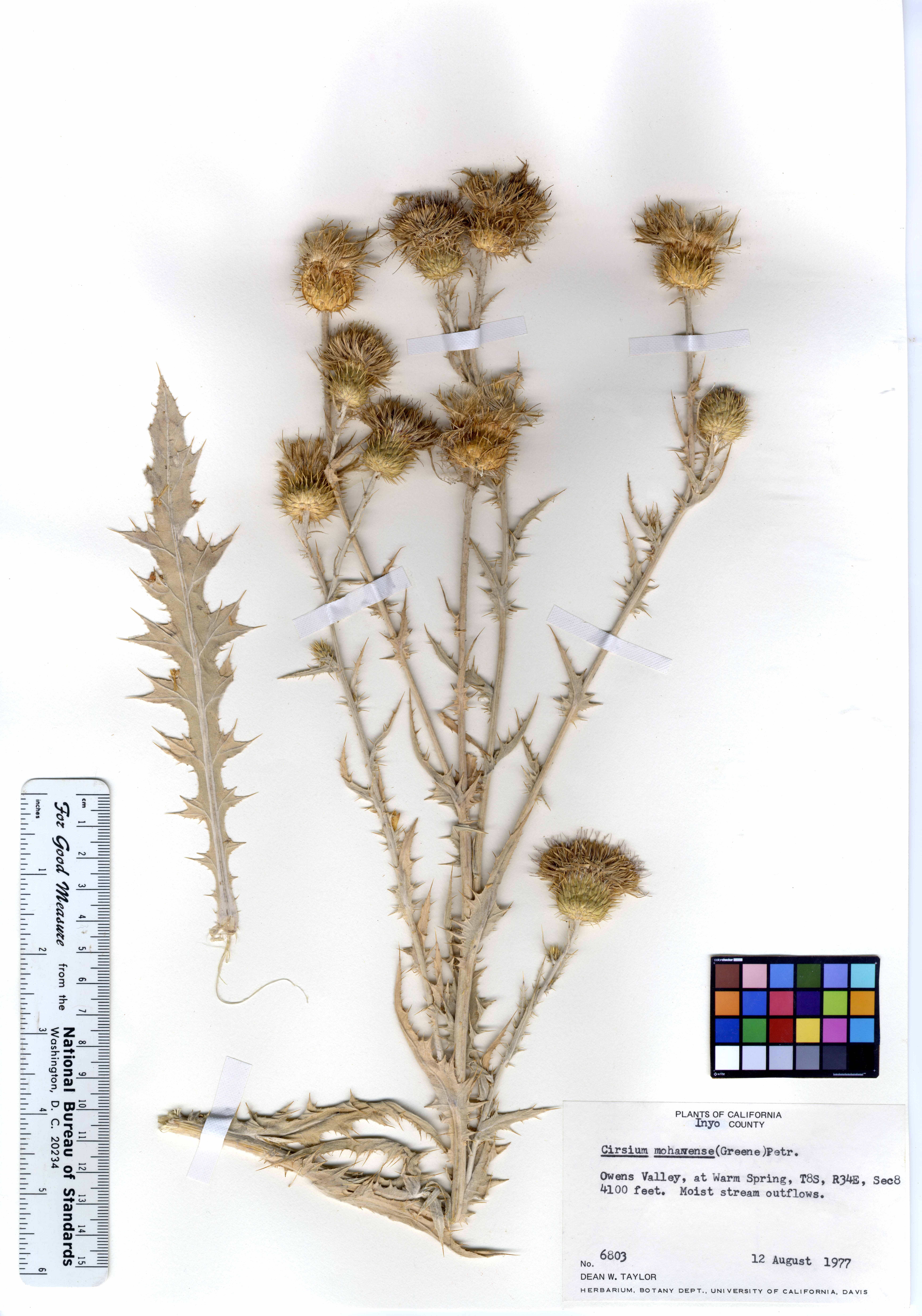
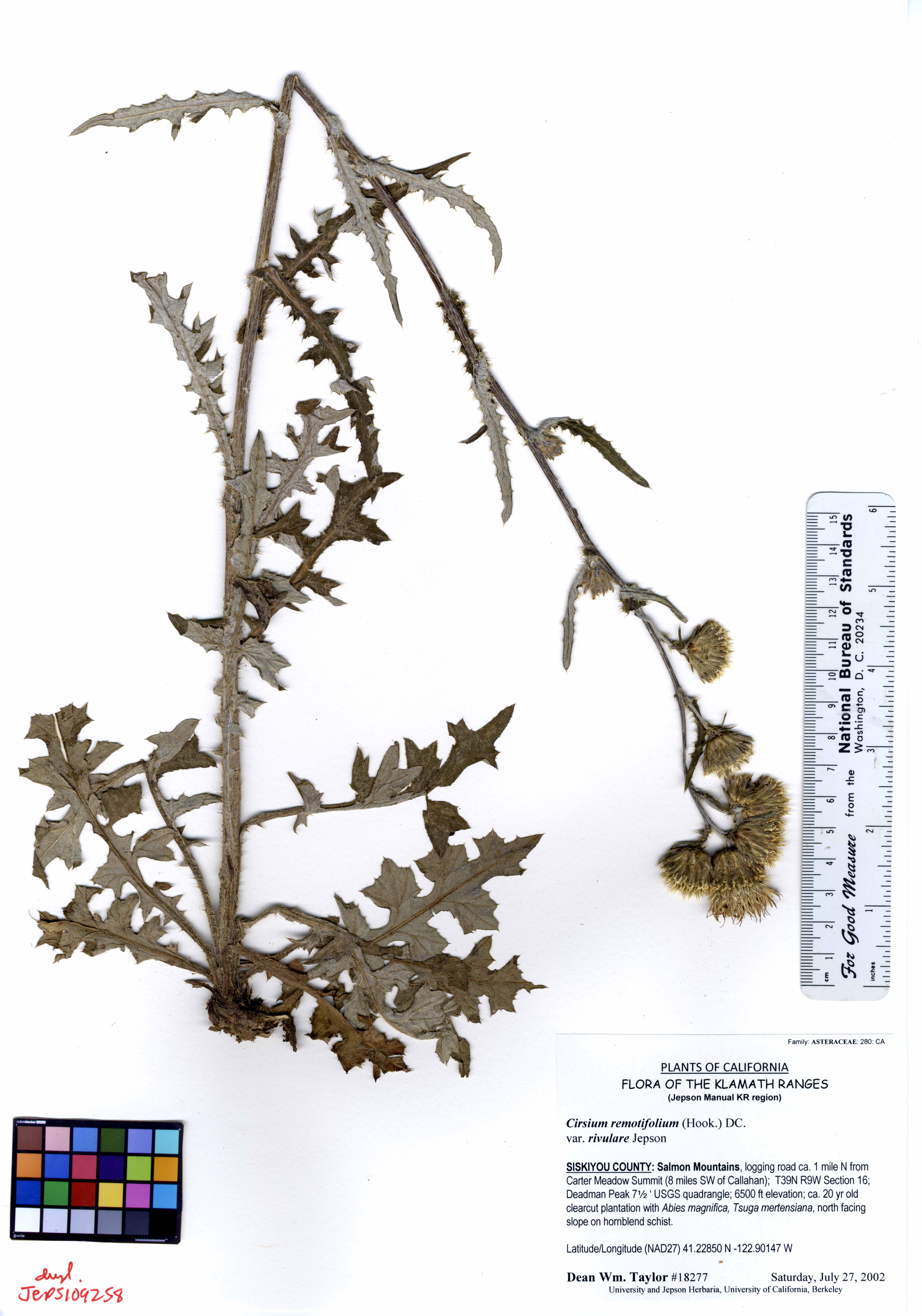
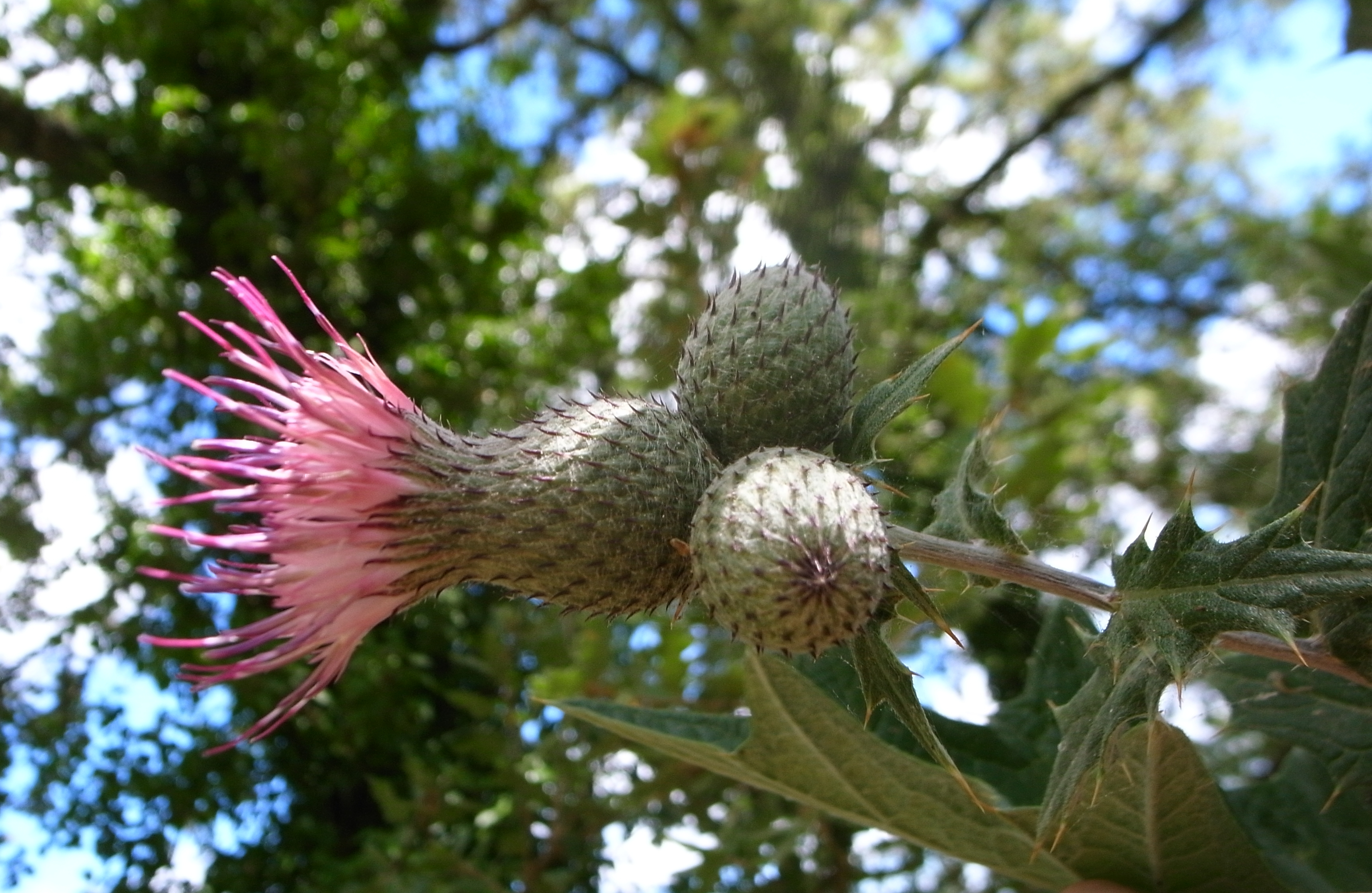
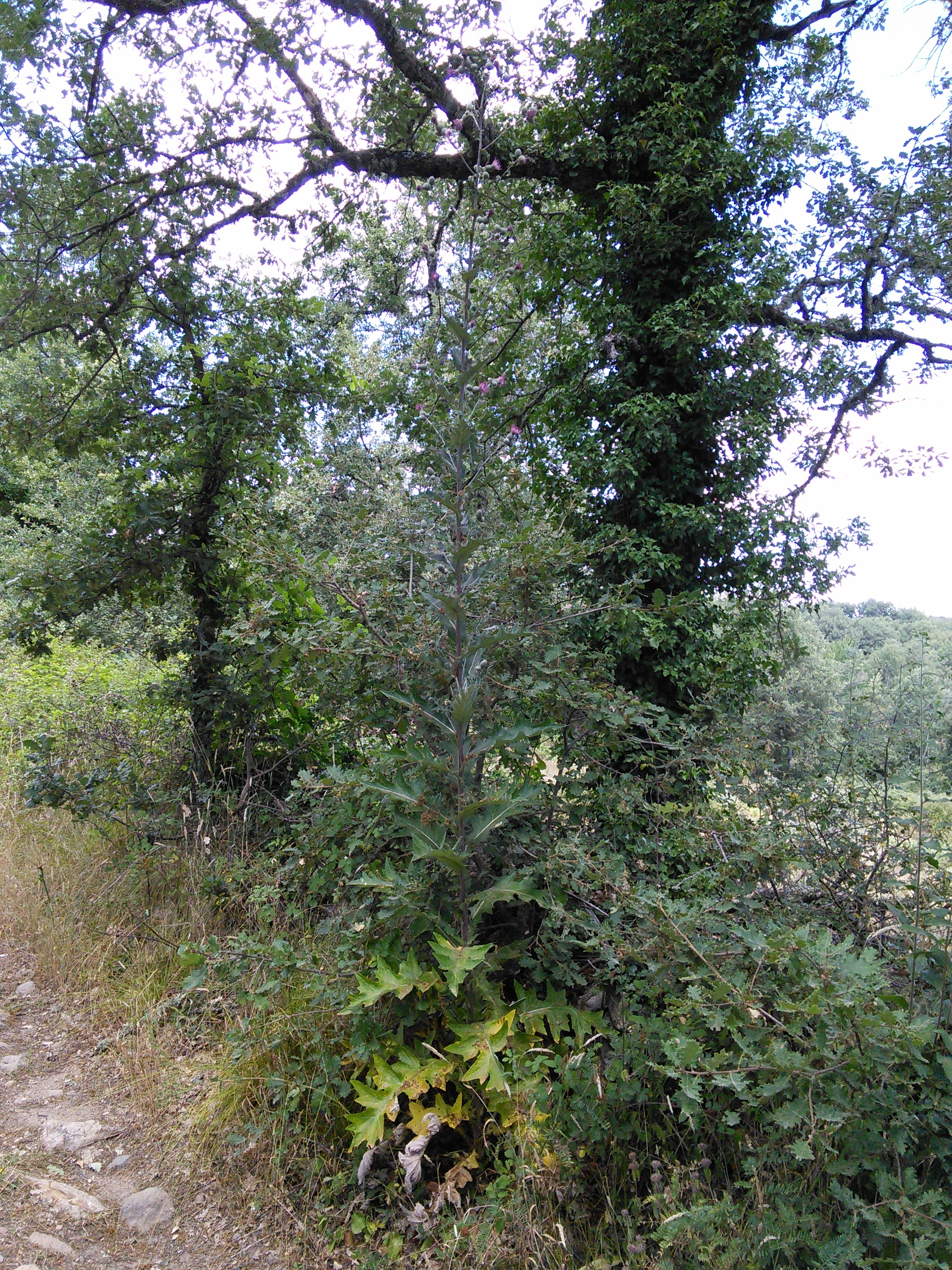
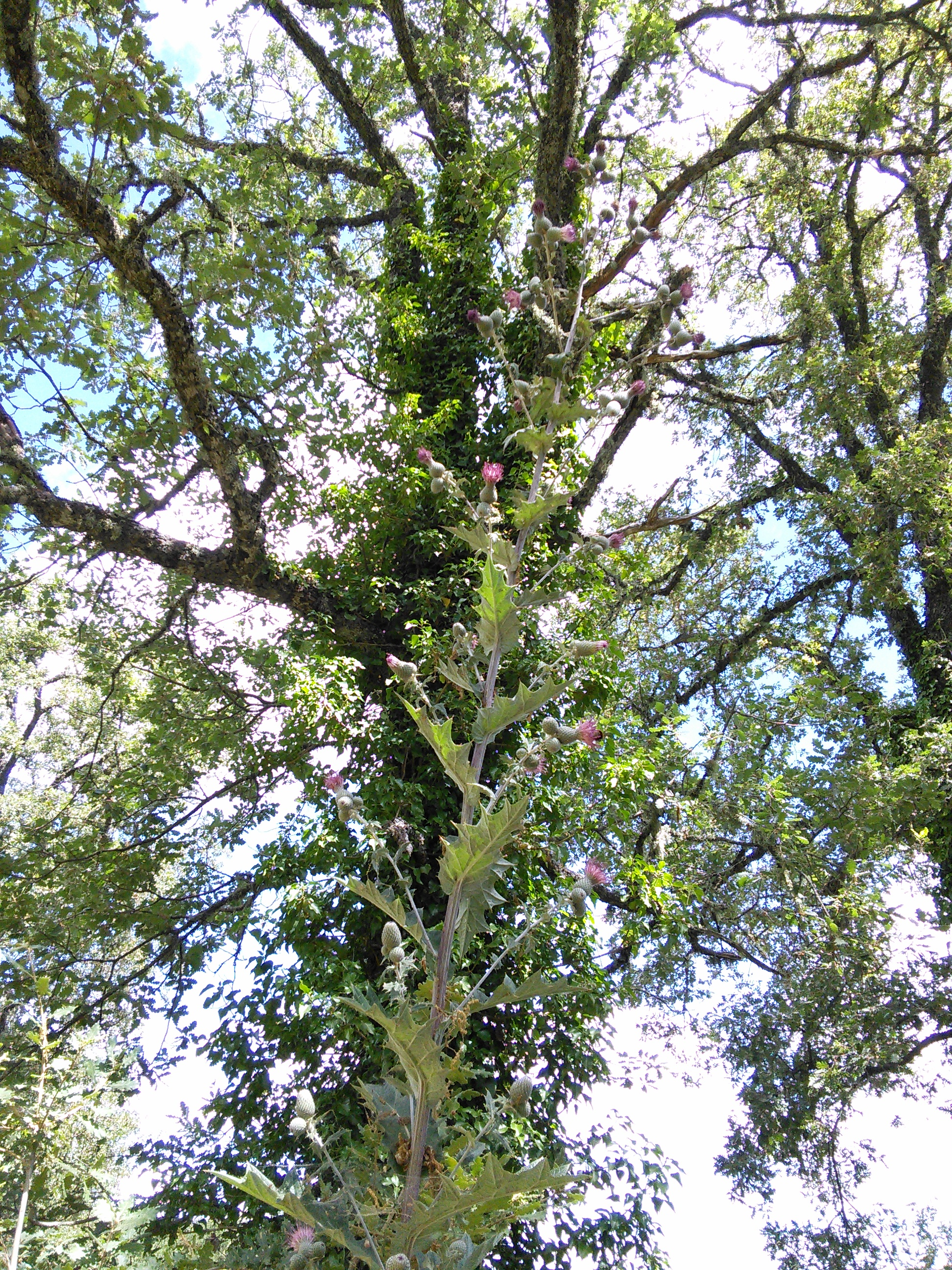
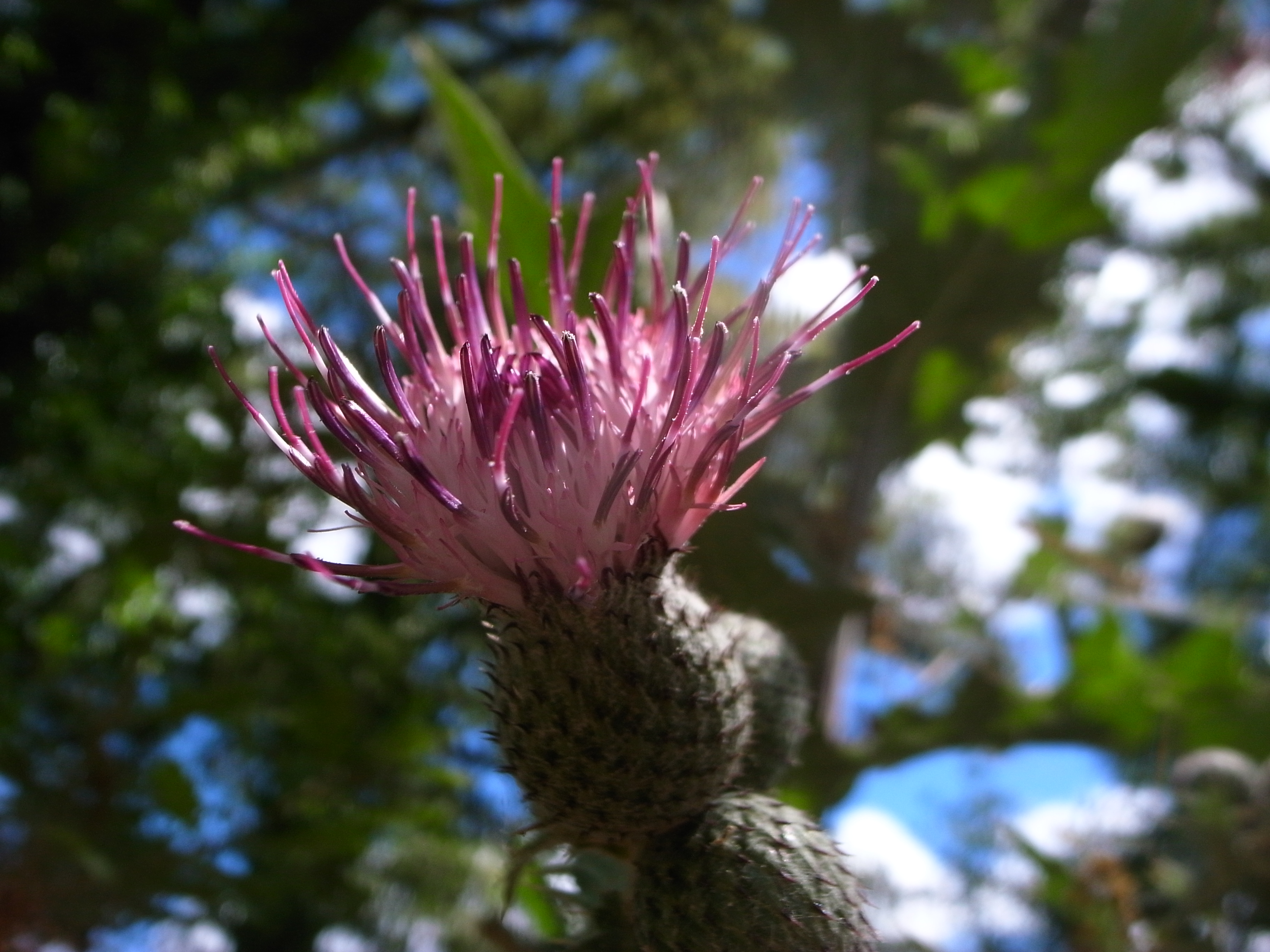

## Föda
Tistelroten innehåller ca 21 % kolhydrater och kan ätas färsk, men 15 minuters kokning är att föredra. Den ljusa innermärgen på späda blomstjälkar kan också ätas enligt svenska arméns överlevnadshandbok.

## A
| Vetenskapligt namn | Auktor        | Svenskt namn | Källa |                 |
| ------------------ | ------------- | ------------ | ----- | --------------- |
| Cirsium acaule     | Scop.         | Jordtistel   | DVF   | Cirsium acaule  |
| Cirsium altissimum | (L.) Hill     |              | ITIS  |                 |
| Cirsium amblylepis | Petrak        |              | ITIS  |                 |
| Cirsium andersonii | (Gray) Petrak |              | ITIS  |                 |
| Cirsium andrewsii  | (Gray) Jepson |              | ITIS  |                 |
| Cirsium araneans   | Rydb.         |              | ITIS  |                 |
| Cirsium arcuum     | A. Nels.      |              | ITIS  |                 |
| Cirsium aridum     | Dorn          |              | ITIS  |                 |
| Cirsium arizonicum | (Gray) Petrak |              | ITIS  |                 |
| Cirsium arvense    | (L.) Scop.    | Åkertistel   | ITIS  | Cirsium arvense |

## B
| Vetenskapligt namn  | Auktor        | Svenskt namn | Källa |  |
| ------------------- | ------------- | ------------ | ----- |  |
| Cirsium barnebyi    | Welsh & Neese |              | ITIS  |  |
| Cirsium brevifolium | Nutt.         |              | ITIS  |  |
| Cirsium brevistylum | Cronq.        |              | ITIS  |  |

## C
| Vetenskapligt namn   | Auktor                       | Svenskt namn | Källa |               |
| -------------------- | ---------------------------- | ------------ | ----- | ------------- |
| Cirsium calcareum    | (M.E. Jones) Woot. & Standl. |              | ITIS  |               |
| Cirsium X canalense  | Petrak                       |              | ITIS  |               |
| Cirsium canescens    | Nutt.                        |              | ITIS  |               |
| Cirsium canovirens   | (Rydb.) Petrak               |              | ITIS  |               |
| Cirsium canum        | (L.) All.                    | Bantistel    | ITIS  | Cirsium canum |
| Cirsium carolinianum | (Walt.) Fern. & Schub.       |              | ITIS  |               |
| Cirsium chellyense   | Moore & Frankton             |              | ITIS  |               |
| Cirsium chuskaense   | Moore & Frankton             |              | ITIS  |               |
| Cirsium ciliolatum   | (Henderson) J.T. Howell      |              | ITIS  |               |
| Cirsium clavatum     | (M.E. Jones) Petrak          |              | ITIS  |               |
| Cirsium clokeyi      | Blake                        |              | ITIS  |               |
| Cirsium congdonii    | Moore & Frankton             |              | ITIS  |               |
| Cirsium crassicaule  | (Greene) Jepson              |              | ITIS  |               |
| Cirsium X crassum    | Petrak                       |              | ITIS  |               |
| Cirsium cymosum      | (Greene) J.T. Howell         |              | ITIS  |               |

## D
| Vetenskapligt namn | Auktor                    | Svenskt namn | Källa |  |
| ------------------ | ------------------------- | ------------ | ----- |  |
| Cirsium discolor   | (Muhl. ex Willd.) Spreng. |              | ITIS  |  |
| Cirsium dissectum  | (L.) Hill                 | Ängstistel   | NRM   |  |
| Cirsium douglasii  | DC.                       |              | ITIS  |  |
| Cirsium drummondii | Torr. & Gray              |              | ITIS  |  |

## E
| Vetenskapligt namn  | Auktor                      | Svenskt namn | Källa |               |
| ------------------- | --------------------------- | ------------ | ----- | ------------- |
| Cirsium eatonii     | (Gray) B.L. Robins.         |              | ITIS  |               |
| Cirsium edule       | Nutt.                       |              | ITIS  | Cirsium edule |
| Cirsium engelmannii | Rydb.                       |              | ITIS  |               |
| Cirsium eriophorum  | (L.) Scop.                  | Klottistel   | NRM   |               |
| Cirsium X erosum    | (Rydb.) K. Schum. (pro sp.) |              | ITIS  |               |

## F
| Vetenskapligt namn | Auktor          | Svenskt namn | Källa |  |
| ------------------ | --------------- | ------------ | ----- |  |
| Cirsium flodmanii  | (Rydb.) Arthur  |              | ITIS  |  |
| Cirsium foliosum   | (Hook.) DC.     |              | ITIS  |  |
| Cirsium fontinale  | (Greene) Jepson |              | ITIS  |  |

## G
| Vetenskapligt namn | Auktor            | Svenskt namn | Källa |  |
| ------------------ | ----------------- | ------------ | ----- |  |
| Cirsium gilense    | Woot. & Standl.   |              | ITIS  |  |
| Cirsium grahamii   | Gray              |              | ITIS  |  |
| Cirsium griseum    | (Rydb.) K. Schum. |              | ITIS  |  |

## H
| Vetenskapligt namn   | Auktor            | Svenskt namn | Källa |  |
| -------------------- | ----------------- | ------------ | ----- |  |
| Cirsium hallii       | (Gray) M.E. Jones |              | ITIS  |  |
| Cirsium helenioides  | (L.) Hill         | Brudborste   | ITIS  |  |
| Cirsium hillii       | (Canby) Fern.     |              | ITIS  |  |
| Cirsium hookerianum  | Nutt.             |              | ITIS  |  |
| Cirsium horridulum   | Michx.            |              | ITIS  |  |
| Cirsium humboldtense | Rydb.             |              | ITIS  |  |
| Cirsium hydrophilum  | (Greene) Jepson   |              | ITIS  |  |

## I
| Vetenskapligt namn | Auktor                   | Svenskt namn | Källa |  |
| ------------------ | ------------------------ | ------------ | ----- |  |
| Cirsium inornatum  | Woot. & Standl.          |              | ITIS  |  |
| Cirsium X iowense  | (Pammel) Fern. (pro sp.) |              | ITIS  |  |

## K
| Vetenskapligt namn    | Auktor        | Svenskt namn | Källa |  |
| --------------------- | ------------- | ------------ | ----- |  |
| Cirsium kamtschaticum | Ledeb. ex DC. |              | ITIS  |  |

## L
| Vetenskapligt namn   | Auktor             | Svenskt namn | Källa |  |
| -------------------- | ------------------ | ------------ | ----- |  |
| Cirsium laterifolium | (Osterhout) Petrak |              | ITIS  |  |
| Cirsium lecontei     | Torr. & Gray       |              | ITIS  |  |
| Cirsium loncholepis  | Petrak             |              | ITIS  |  |
| Cirsium longistylum  | Moore & Frankton   |              | ITIS  |  |

## M
| Vetenskapligt namn | Auktor                | Svenskt namn | Källa |  |
| ------------------ | --------------------- | ------------ | ----- |  |
| Cirsium mendocinum | Petrak                |              | ITIS  |  |
| Cirsium mexicanum  | DC.                   |              | ITIS  |  |
| Cirsium modestum   | (Osterhout) Cockerell |              | ITIS  |  |
| Cirsium mohavense  | (Greene) Petrak       |              | ITIS  |  |
| Cirsium murdockii  | (Welsh) Cronq.        |              | ITIS  |  |
| Cirsium muticum    | Michx.                |              | ITIS  |  |

## N
| Vetenskapligt namn   | Auktor           | Svenskt namn | Källa |  |
| -------------------- | ---------------- | ------------ | ----- |  |
| Cirsium navajoense   | Moore & Frankton |              | ITIS  |  |
| Cirsium neomexicanum | Gray             |              | ITIS  |  |
| Cirsium nuttallii    | DC.              |              | ITIS  |  |

## O
| Vetenskapligt namn   | Auktor            | Svenskt namn | Källa |                   |
| -------------------- | ----------------- | ------------ | ----- | ----------------- |
| Cirsium occidentale  | (Nutt.) Jepson    |              | ITIS  |                   |
| Cirsium ochrocentrum | Gray              |              | ITIS  |                   |
| Cirsium oleraceum    | (L.) Scop.        | Kåltistel    | DVF   | Cirsium oleraceum |
| Cirsium olivescens   | (Rydb.) Petrak    |              | ITIS  |                   |
| Cirsium oreophilum   | (Rydb.) K. Schum. |              | ITIS  |                   |
| Cirsium osterhoutii  | (Rydb.) Petrak    |              | ITIS  |                   |
| Cirsium ownbeyi      | Welsh             |              | ITIS  |                   |

## P
| Vetenskapligt namn   | Auktor                       | Svenskt namn | Källa |                  |
| -------------------- | ---------------------------- | ------------ | ----- | ---------------- |
| Cirsium pallidum     | Woot. & Standl.              |              | ITIS  |                  |
| Cirsium palustre     | (L.) Scop.                   | Kärrtistel   | ITIS  | Cirsium palustre |
| Cirsium parryi       | (Gray) Petrak                |              | ITIS  |                  |
| Cirsium pastoris     | J.T. Howell                  |              | ITIS  |                  |
| Cirsium peckii       | Henderson                    |              | ITIS  |                  |
| Cirsium perplexans   | (Rydb.) Petrak               |              | ITIS  |                  |
| Cirsium pitcheri     | (Torr. ex Eat.) Torr. & Gray |              | ITIS  |                  |
| Cirsium praeteriens  | J.F. Macbr.                  |              | ITIS  |                  |
| Cirsium pulcherrimum | (Rydb.) K. Schum.            |              | ITIS  |                  |
| Cirsium pumilum      | (Nutt.) Spreng.              |              | ITIS  |                  |
| Cirsium pyrenaicum   | (Jacq.) All.                 |              | ITIS  |                  |

## Q
| Vetenskapligt namn  | Auktor        | Svenskt namn | Källa |  |
| ------------------- | ------------- | ------------ | ----- |  |
| Cirsium quercetorum | (Gray) Jepson |              | ITIS  |  |

## R
| Vetenskapligt namn   | Auktor          | Svenskt namn | Källa |  |
| -------------------- | --------------- | ------------ | ----- |  |
| Cirsium remotifolium | (Hook.) DC.     |              | ITIS  |  |
| Cirsium repandum     | Michx.          |              | ITIS  |  |
| Cirsium rhothophilum | Blake           |              | ITIS  |  |
| Cirsium rivulare     | (Jacq.) All.    | Bäcktistel   | DVF   |  |
| Cirsium rothrockii   | (Gray) Petrak   |              | ITIS  |  |
| Cirsium rusbyi       | (Greene) Petrak |              | ITIS  |  |
| Cirsium rydbergii    | Petrak          |              | ITIS  |  |

## S
| Vetenskapligt namn   | Auktor                        | Svenskt namn | Källa |  |
| -------------------- | ----------------------------- | ------------ | ----- |  |
| Cirsium scabrum      | (Poir.) Bonnet & Barratte     |              | ITIS  |  |
| Cirsium scapanolepis | Petrak                        |              | ITIS  |  |
| Cirsium scariosum    | Nutt.                         |              | ITIS  |  |
| Cirsium scopulorum   | (Greene) Cockerell ex Daniels |              | ITIS  |  |
| Cirsium subniveum    | Rydb.                         |              | ITIS  |  |

## T
| Vetenskapligt namn | Auktor          | Svenskt namn | Källa |  |
| ------------------ | --------------- | ------------ | ----- |  |
| Cirsium texanum    | Buckl.          |              | ITIS  |  |
| Cirsium tioganum   | (Congd.) Petrak |              | ITIS  |  |
| Cirsium tuberosum  | (L.) All.       | Knöltistel   | NRM   |  |
| Cirsium turneri    | Warnock         |              | ITIS  |  |

## U
| Vetenskapligt namn | Auktor          | Svenskt namn | Källa |  |
| ------------------ | --------------- | ------------ | ----- |  |
| Cirsium undulatum  | (Nutt.) Spreng. |              | ITIS  |  |

## V
| Vetenskapligt namn      | Auktor                | Svenskt namn | Källa |                 |
| ----------------------- | --------------------- | ------------ | ----- | --------------- |
| Cirsium validus         | Greene                |              | ITIS  |                 |
| Cirsium X vancouverense | Moore & Frankton      |              | ITIS  |                 |
| Cirsium vernale         | (Osterhout) Cockerell |              | ITIS  |                 |
| Cirsium vinaceum        | Woot. & Standl.       |              | ITIS  |                 |
| Cirsium virginense      | Welsh                 |              | ITIS  |                 |
| Cirsium virginianum     | (L.) Michx.           |              | ITIS  |                 |
| Cirsium vulgare         | (Savi) Ten.           | Vägtistel    | ITIS  | Cirsium vulgare |

## W
| Vetenskapligt namn | Auktor        | Svenskt namn | Källa |  |
| ------------------ | ------------- | ------------ | ----- |  |
| Cirsium wheeleri   | (Gray) Petrak |              | ITIS  |  |
| Cirsium wrightii   | Gray          |              | ITIS  |  |